# Bradashesh
Bradashesh è una frazione del comune di Elbasan in Albania (prefettura di Elbasan).
Fino alla riforma amministrativa del 2015 era comune autonomo, dopo la riforma è stato accorpato, insieme agli ex-comuni di Funarë, Gjergjan, Gjinar, Gracen, Labinot Fushë, Labinot Mal, Papër, Shirgjan, Shushicë, Tregan e Zavalinë a costituire la municipalità di Elbasan.

## Località
Il comune era formato dall'insieme delle seguenti località:
- Bradashesh
- Balez Lart
- Balez Poshte
- Kusarth
- Kozan
- Karakullak
- Letan
- Rrile
- Shtemaj
- Ulen
- Katund i Ri
- Fikas
- Petresh
- Shemhill
- Shijon
- Recan
- Gurabard